# Гусеничная машина

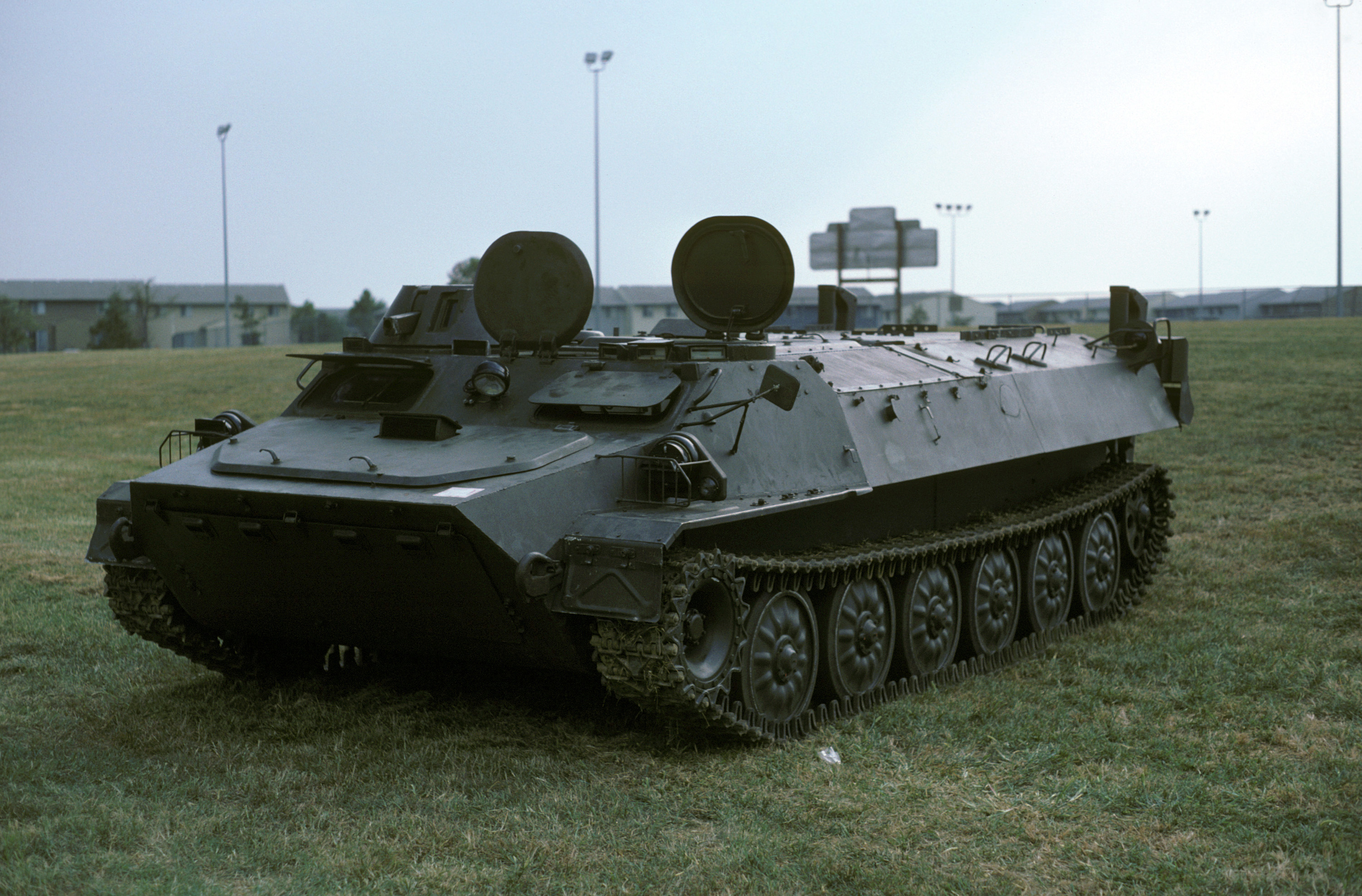
МТ-ЛБ

Гу́сеничная маши́на — представляет собой транспортное средство, которое передвигается на гусеницах вместо колес.
Основные преимущества передвижения на гусеницах перед колесными транспортными средствами, в том, что они находятся в контакте с большей площадью, что позволяет обеспечить низкое давление — 31—122 кН/м² (0,3—1,2 кгс /см²), чем обычное транспортное средство того же веса. Это делает их пригодными для использования на мягкой, с низким коэффициентом трения местах, таких как грязь, лед и снег.
Основной недостаток заключается в том, что гусеничный движитель более сложный механизм, чем колесо.
Широко используются в качестве инженерных машин. В армии основной ударной силой сухопутных войск является танк который также в подавляющем большинстве является гусеничной машиной.